# جیوسینما
جیوسینما (انگلیسی: JioCinema) یک سرویس خدمات رسانه‌ای بر فراز اینترنت هندی است که تحت مالکیت وایاکام۱۸، سرمایه‌گذاری مشترک شرکت‌های ریلاینس اینداستریز و پارامونت گلوبال، قرار دارد. این رسانه تبلیغات رایگان و برنامه‌هایی با محتوی پخش زنده و ویدئو به‌درخواست - با پرداخت حق‌اشتراک در دسترس قرار می‌دهد.
این سرویس در تاریخ ۵ سپتامبر ۲۰۱۶ همراه با شروع به فعالیت عمومی اپراتور شبکهٔ تلفن همراه ریلاینس جیو راه اندازی شد.

## تاریخچه
راه‌اندازی
جیوسینما در روز ۵ سپتامبر ۲۰۱۶، به عنوان بخشی از یک سری اپلیکیشن‌ها و سرویس‌های انحصاری مشترکین تلفن همراه شرکت ریلاینس جیو، با اپلیکیشن جیوسینما برای سیستم‌های اندروید و آی‌اواس، توسط شرکت جیو پلتفرمز راه اندازی شد. در ماه دسامبر ۲۰۱۷ یک نسخه مبتنی بر وب برای رایانه شخصی به آن اضافه گردید.